# David di Donatello per il miglior attore non protagonista

Leo Gullotta, con tre premi ricevuti, condivide il primato di vittorie (1987, 1997, 2000) con Giuseppe Battiston.

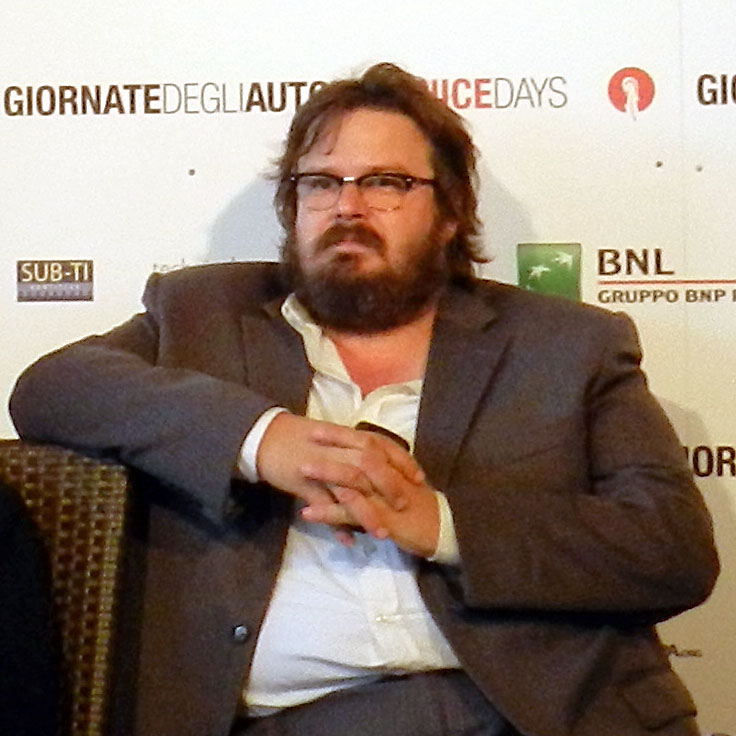
Giuseppe Battiston con tre vittorie (2000, 2009, 2011) condivide il primato con Leo Gullotta.

Charles Vanel detiene due primati: è stato il primo attore vincitore del premio nel 1981 e anche il primo attore straniero a vincerlo per Tre fratelli.

Il David di Donatello per il miglior attore non protagonista è un premio cinematografico assegnato annualmente nell'ambito dei David di Donatello, a partire dalla edizione del 1981.

## Vincitori e candidati

### Anni 1981-1989
- 1981
  - Charles Vanel - Tre fratelli
  - Bruno Ganz - La storia vera della signora dalle camelie
  - Néstor Garay - Camera d'albergo
- 1982
  - Angelo Infanti - Borotalco
  - Alessandro Haber - Piso pisello
  - Paolo Stoppa - Il marchese del Grillo
- 1983
  - Lello Arena - Scusate il ritardo
  - Tino Schirinzi - Sciopèn
  - Paolo Stoppa - Amici miei atto II
- 1984
  - Carlo Giuffré - Son contento
  - Aldo Giuffré - Mi manda Picone
  - Stefano Satta Flores - Cento giorni a Palermo
- 1985
  - Ricky Tognazzi - Qualcosa di biondo
  - Paolo Bonacelli - Non ci resta che piangere
  - Ruggero Raimondi - Carmen
- 1986
  - Bernard Blier - Speriamo che sia femmina
  - Ferruccio De Ceresa - La messa è finita
  - Franco Fabrizi - Ginger e Fred
  - Philippe Noiret - Speriamo che sia femmina
- 1987
  - Leo Gullotta - Il camorrista
  - Justino Díaz - Otello
  - Gigi Reder - Superfantozzi
  - Mattia Sbragia - Il caso Moro
- 1988
  - Peter O'Toole - L'ultimo imperatore
  - Galeazzo Benti - Io e mia sorella
  - Gabriele Ferzetti - Giulia e Giulia
- 1989
  - Carlo Croccolo - 'o Re (ex aequo)
  - Massimo Dapporto - Mignon è partita (ex aequo)
  - Paolo Panelli - Splendor

### Anni 1990-1999
- 1990
  - Sergio Castellitto - Tre colonne in cronaca
  - Vittorio Caprioli - Il male oscuro
  - Roberto Citran - Piccoli equivoci
  - Ennio Fantastichini - Porte aperte
  - Alessandro Haber - Willy Signori e vengo da lontano
- 1991
  - Ciccio Ingrassia - Condominio
  - Enzo Cannavale - La casa del sorriso
  - Sergio Castellitto - Stasera a casa di Alice
  - Giuseppe Cederna - Mediterraneo
  - Ricky Memphis - Ultrà
- 1992
  - Angelo Orlando - Pensavo fosse amore... invece era un calesse
  - Giancarlo Dettori - Maledetto il giorno che t'ho incontrato
  - Giorgio Gaber - Rossini! Rossini!
- 1993
  - Claudio Amendola - Un'altra vita
  - Renato Carpentieri - Fiorile
  - Leo Gullotta - La scorta
- 1994
  - Alessandro Haber - Per amore, solo per amore
  - Giancarlo Giannini - Giovanni Falcone
  - Leopoldo Trieste - Il giudice ragazzino
- 1995
  - Giancarlo Giannini - Come due coccodrilli
  - Roberto Citran - Il toro
  - Philippe Noiret - Il postino
- 1996
  - Leopoldo Trieste - L'uomo delle stelle
  - Raoul Bova - Palermo Milano - Solo andata
  - Alessandro Haber - I laureati
- 1997
  - Leo Gullotta - Il carniere
  - Diego Abatantuono - Nirvana
  - Antonio Albanese - Vesna va veloce
  - Claudio Amendola - Testimone a rischio
  - Massimo Ceccherini - Il ciclone
- 1998
  - Silvio Orlando - Aprile
  - Sergio Bustric - La vita è bella
  - Massimo Ceccherini - Fuochi d'artificio
- 1999
  - Fabrizio Bentivoglio - Del perduto amore
  - Mario Scaccia - Ferdinando e Carolina
  - Emilio Solfrizzi - Matrimoni

### Anni 2000-2009
- 2000
  - Giuseppe Battiston - Pane e tulipani (ex aequo)
  - Leo Gullotta - Un uomo perbene (ex aequo)
  - Emilio Solfrizzi - Ormai è fatta!
- 2001
  - Tony Sperandeo - I cento passi
  - Silvio Orlando - La stanza del figlio
  - Claudio Santamaria - L'ultimo bacio
- 2002
  - Libero De Rienzo - Santa Maradona
  - Leo Gullotta - Vajont
  - Silvio Orlando - Luce dei miei occhi
- 2003
  - Ernesto Mahieux - L'imbalsamatore
  - Antonio Catania - Ma che colpa abbiamo noi
  - Pierfrancesco Favino - El Alamein - La linea del fuoco
  - Giancarlo Giannini - Il cuore altrove
  - Kim Rossi Stuart - Pinocchio
- 2004
  - Roberto Herlitzka - Buongiorno, notte
  - Diego Abatantuono - Io non ho paura
  - Elio Germano - Che ne sarà di noi
  - Fabrizio Gifuni - La meglio gioventù
  - Emilio Solfrizzi - Agata e la tempesta
- 2005
  - Carlo Verdone - Manuale d'amore
  - Johnny Dorelli - Ma quando arrivano le ragazze?
  - Silvio Muccino - Manuale d'amore
  - Raffaele Pisu - Le conseguenze dell'amore
  - Fabio Troiano - Dopo mezzanotte
- 2006
  - Pierfrancesco Favino - Romanzo criminale
  - Giorgio Faletti - Notte prima degli esami
  - Neri Marcorè - La seconda notte di nozze
  - Nanni Moretti - Il caimano
  - Sergio Rubini - La terra
- 2007
  - Giorgio Colangeli - L'aria salata
  - Ninetto Davoli - Uno su due
  - Ennio Fantastichini - Saturno contro
  - Valerio Mastandrea - N (Io e Napoleone)
  - Riccardo Scamarcio - Mio fratello è figlio unico
- 2008
  - Alessandro Gassmann - Caos calmo
  - Giuseppe Battiston - Giorni e nuvole
  - Fabrizio Gifuni - La ragazza del lago
  - Ahmed Hafiene - La giusta distanza
  - Umberto Orsini - Il mattino ha l'oro in bocca
- 2009
  - Giuseppe Battiston - Non pensarci
  - Claudio Bisio - Ex
  - Carlo Buccirosso - Il divo
  - Luca Lionello - Cover-boy
  - Filippo Nigro - Diverso da chi?

### Anni 2010-2019
- 2010
  - Ennio Fantastichini - Mine vaganti
  - Pierfrancesco Favino - Baciami ancora
  - Marco Giallini - Io, loro e Lara
  - Il complesso degli attori non protagonisti - Baarìa
  - Marco Messeri - La prima cosa bella
- 2011
  - Giuseppe Battiston - La passione
  - Raoul Bova - La nostra vita
  - Francesco Di Leva - Una vita tranquilla
  - Rocco Papaleo - Nessuno mi può giudicare
  - Alessandro Siani - Benvenuti al Sud
- 2012
  - Pierfrancesco Favino - Romanzo di una strage
  - Giuseppe Battiston - Io sono Li
  - Marco Giallini - ACAB - All Cops Are Bastards
  - Fabrizio Gifuni - Romanzo di una strage
  - Renato Scarpa - Habemus Papam
- 2013
  - Valerio Mastandrea - Viva la libertà
  - Stefano Accorsi - Viaggio sola
  - Giuseppe Battiston - Il comandante e la cicogna
  - Marco Giallini - Buongiorno papà
  - Claudio Santamaria - Diaz - Don't Clean Up This Blood
- 2014
  - Fabrizio Gifuni - Il capitale umano
  - Valerio Aprea - Smetto quando voglio
  - Giuseppe Battiston - La sedia della felicità
  - Libero De Rienzo - Smetto quando voglio
  - Stefano Fresi - Smetto quando voglio
  - Carlo Verdone - La grande bellezza
- 2015
  - Carlo Buccirosso - Noi e la Giulia
  - Claudio Amendola - Noi e la Giulia
  - Fabrizio Bentivoglio - Il ragazzo invisibile
  - Luigi Lo Cascio - Il nome del figlio
  - Nanni Moretti - Mia madre
- 2016
  - Luca Marinelli - Lo chiamavano Jeeg Robot
  - Giuseppe Battiston - La felicità è un sistema complesso
  - Fabrizio Bentivoglio - Gli ultimi saranno ultimi
  - Valerio Binasco - Alaska
  - Alessandro Borghi - Suburra
- 2017
  - Valerio Mastandrea - Fiore
  - Ennio Fantastichini - La stoffa dei sogni
  - Pierfrancesco Favino - Le confessioni
  - Roberto De Francesco - Le ultime cose
  - Massimiliano Rossi - Indivisibili
- 2018
  - Giuliano Montaldo - Tutto quello che vuoi
  - Peppe Barra - Napoli velata
  - Alessandro Borghi - Fortunata
  - Carlo Buccirosso - Ammore e malavita
  - Elio Germano - La tenerezza
- 2019
  - Edoardo Pesce - Dogman
  - Fabrizio Bentivoglio - Loro
  - Ennio Fantastichini - Fabrizio De André - Principe libero
  - Massimo Ghini - A casa tutti bene
  - Valerio Mastandrea - Euforia

### Anni 2020-2029
- 2020
  - Luigi Lo Cascio - Il traditore
  - Stefano Accorsi - Il campione
  - Roberto Benigni - Pinocchio
  - Carlo Buccirosso - 5 è il numero perfetto
  - Fabrizio Ferracane - Il traditore

- 2021
  - Fabrizio Bentivoglio - L'incredibile storia dell'Isola delle Rose
  - Giuseppe Cederna - Hammamet
  - Gabriel Montesi - Favolacce
  - Lino Musella - Favolacce
  - Silvio Orlando - Lacci

- 2022
  - Eduardo Scarpetta - Qui rido io
  - Pietro Castellitto - Freaks Out
  - Fabrizio Ferracane - Ariaferma
  - Valerio Mastandrea - Diabolik
  - Toni Servillo - È stata la mano di Dio

- 2023
  - Francesco Di Leva - Nostalgia
  - Elio Germano - Il signore delle formiche
  - Fausto Russo Alesi - Esterno notte
  - Toni Servillo - Esterno notte
  - Filippo Timi - Le otto montagne

- 2024
  - Elio Germano – Palazzina Laf
  - Giorgio Colangeli – C'è ancora domani
  - Adriano Giannini – Adagio
  - Vinicio Marchioni – C'è ancora domani
  - Silvio Orlando – Il sol dell'avvenire

- 2025
  - Francesco Di Leva – Familia
  - Roberto Citran – Berlinguer - La grande ambizione
  - Guido Caprino – L'arte della gioia
  - Pierfrancesco Favino – Napoli - New York
  - Peppe Lanzetta – Parthenope

## Attori pluripremiati
| Numero di vittorie | Vincitore            | Anni             |
| ------------------ | -------------------- | ---------------- |
| 3                  | Giuseppe Battiston   | 2000, 2009, 2011 |
| 3                  | Leo Gullotta         | 1987, 1997, 2000 |
| 2                  | Fabrizio Bentivoglio | 1999, 2021       |
| 2                  | Pierfrancesco Favino | 2006, 2012       |
| 2                  | Valerio Mastandrea   | 2013, 2017       |
| 2                  | Francesco Di Leva    | 2023, 2025       |